# Marco van der Hulst
Marco van der Hulst (Haarlem, 20 maggio 1963) è un ex ciclista su strada e pistard olandese, e si è aggiudicato il secondo posto alla Gullegem Koerse nel 1990, oltre a diverse corse belghe.

## Carriera
Nel 1982 è diventato campione nell'inseguimento juniores. Un anno dopo divenne di nuovo campione juniores, questa volta di derny. Inoltre, è diventato campione europeo su strada nella cronometro a squadre, insieme a Theo Smit, Co Moritz, Peter Pieters, Ron Snijders e Jan de Nijs. 
Nel 1984 ha ottenuto due terzi posti ai campionati olandesi di ciclismo su pista, nel chilometro lanciato. Nel 1986 ha vinto una tappa al Giro di Danimarca. Solo nel 1990 vinse di nuovo, un criterium a Landskrona (Svezia). Inoltre, ha vinto la classifica a squadre nella Ronde de l'Oise con la sua squadra Buckler. La sua ultima vittoria di rilievo è stata lo Stadsprijs Geraardsbergen nel 1991.

## Palmarès

### Strada
- 1985

3a tappa Tre giorni di Dunquerke
- 1986

6a tappa Giro di Danimarca
- 1990

Egmond Cycling Race
- 1991

Premio della città di Geraardsbergen

## Piazzamenti

### Classiche monumento
- Parigi-Roubaix

1986: 38°
1987: 47°